# 니와 다쿠미
니와 다쿠미(일본어: 丹羽 匠, 2000년 4월 15일~)는 일본의 축구 선수이다.

## 구단 경력
그는 2023년 J3리그의 AC 나가노 파르세이루에 입단했고, 2년동안 팀에서 뛰었다.